# Le Fidèle
Pour plus de détails, voir Fiche technique et Distribution.
Le Fidèle est un film franco-belge réalisé par Michaël R. Roskam, sorti en 2017.

## Synopsis
Lorsque Gino rencontre Bénédicte, c’est la passion totale et incandescente. Seulement, Gino a un secret. Un grand secret qui pourrait mettre leur entourage en danger, il fait partie d'une bande de braqueurs. Alors ils vont devoir se battre contre la raison et leurs propres failles pour rester fidèles à leur amour.

## Fiche technique
- Titre français : Le Fidèle
- Réalisation : Michaël R. Roskam
- Scénario : Michaël R. Roskam, Noé Debré et Thomas Bidegain
- Photographie : Nicolas Karakatsanis
- Montage : Alain Dessauvage
- Musique : Raf Keunen
- Producteurs : Pierre-Ange Le Pogam, Peter Bouckaert
- Pays d'origine :  Belgique -  France
- Genre : drame
- Dates de sortie : 
  -  Canada : 7 septembre 2017 (Festival international du film de Toronto)
  -  Italie : 8 septembre 2017 (Festival international du film de Venise)
  -  Belgique : 4 octobre 2017
  -  France : 1er novembre 2017

## Distribution
- Matthias Schoenaerts : Gino « Gigi » Vanoirbeek
  - Igor Van Dessel : Gino, en 1984
- Adèle Exarchopoulos : Bénédicte « Bibi » Delhany
- Éric De Staercke : Freddy Delhany
- Jean-Benoît Ugeux : Serge Flamand
- Nabil Missoumi : Younes Bouhkris
- Thomas Coumans : Bernard 'Nardo' Delhany
- Nathalie Van Tongelen : Sandra / Géraldine
- Fabien Magry : Eric Lejeune
- Sam Louwyck : le directeur de prison
- Stefaan Degand : le directeur de banque
- Kerem Can : Bezne
- Serge Riaboukine : Monsieur Assa
- Aïcha Cissé : la femme policier 2
- Vincenzo De Jonghe : le policier 1
- Gianni La Rocca : Mike
- Corentin Lobet : Superflic
- Dimitry Loubry : Maton
- Gaël Maleux : Jean
- Guray Nalbant :
- Charley Pasteleurs : commissaire de Cours
- Anaëlle Potdevin : Stéphanie
- Christine Verheyden : l'employée de banque
- Alain Fryns : Policier scène d'intro
- Frédéric Clou : L'inspecteur

## Accueil

### Critique
En France, l'accueil critique est mitigé : le site Allociné recense une moyenne des critiques presse de 2,9/5, et des critiques spectateurs à 3,0/5.

### Box-office
| Pays ou région | Box-office     | Date d'arrêt du box-office | Nombre de semaines |
| -------------- | -------------- | -------------------------- | ------------------ |
| France         | 39 310 entrées | 15 novembre 2017           | 2                  |